# Vaileka
Vaileka is een stad in Fiji en is de hoofdplaats van de provincie Ra in de divisie Western. Vaileka telde bij de volkstelling in 1996 3361 inwoners.